# Loi Lamine Guèye
Lire en ligne

Loi du 7 mai 1946 sur le site de l'université de Perpignan

Code de l'indigénat
Établissement d'un statut d'exception pour les « indigènes » des colonies Constitution du 27 octobre 1946 (articles 80 et 82)
La loi no 46-940 du 7 mai 1946, dite loi Lamine Guèye, est une loi française tendant à proclamer citoyens français tous les ressortissants des territoires d'outre-mer. 
Elle est adoptée par l'Assemblée nationale constituante le 25 avril 1946, promulguée par le président du Gouvernement provisoire de la République française, Félix Gouin, le 7 mai 1946, publiée au Journal officiel de la République française le 8 mai 1946 et entrée en vigueur le 1er juin 1946.
Parfois comparée à l'édit de Caracalla, elle tire son nom de son proposant, Lamine Guèye, alors maire de Dakar et député socialiste (SFIO) de Sénégal-Mauritanie à l'Assemblée nationale constituante.

## Textes

### Exposé des motifs
Le projet de constitution adopté par l'Assemblée nationale reconnaît la qualité de citoyen à « tous les nationaux et ressortissants de la métropole et des territoires d'outre-mer ».

  L'approbation de la Constitution, par la voie du référendum et la mise en application donnerait à cette disposition une valeur non seulement législative mais constitutionnelle. Mais il convient, en tout état de cause et sans attendre les résultats du référendum qui donnera force à la Constitution, que les ressortissants de tous les territoires d'outre-mer soient proclamés citoyens par la voie législative ordinaire. Cette proclamation sera la conclusion nominale de tous ces débats qui ont eu lieu sur le problème de la France d'outre-mer à l'Assemblée nationale constituante et des déclarations faites par tous les partis. Après ces débats et ces déclarations, il n'est pas possible d'envisager que l'ancien ordre soit maintenu.

### Loi publiée
L'Assemblée nationale constituante a adopté,

```
 Le Président du Gouvernement provisoire de la République promulgue la loi dont la teneur suit :
 
Article unique
. — À partir du 
1
er
 juin 1946
, tous les ressortissants des territoires d'outre-mer (
Algérie
 comprise) ont la qualité de citoyen, au même titre que les nationaux français de la 
métropole
 et des territoires d'outre-mer. Des lois particulières établiront les conditions dans lesquelles ils exerceront leurs droits de citoyens.

 La présente loi, délibérée et adoptée par l'Assemblée nationale constituante, sera exécutée comme loi de l'État.

 Fait à Paris, le 7 mai 1946.

                   F
ÉLIX
 GOUIN.

 Par le Président du Gouvernement provisoire de la République :

   
Le ministre de l'intérieur,

       A
NDRÉ
 LE TROQUER.

       
Le ministre de la France d'outre-mer,
```

## Portée
Antérieurement à la loi no 46-940 du 7 mai 1946, la qualité de citoyen français était réservé aux ressortissants de statut civil français.
La qualité de citoyen français était conditionnée par celle de ressortissant de statut civil français.
Considérant qu'Énos est né en Algérie, qu'il est fils d'un israélite indigène, qu'il n'a pas été naturalisé [...] ;

```
 
Considérant qu'il est de principe en droit international que tout régnicole du pays conquis revêt, par le seul fait de l'annexion, la nationalité du pays au profit duquel l'annexion est faite ; que ce principe constamment admis par tous les traités passés sous l'ancienne monarchie et qui faisait partie de son droit public, a reçu une consécration nouvelle des traités intervenus depuis ; qu'il est constant que de tous les pays qui, depuis le golfe Adriatique jusqu'aux mers du Nord, ont été réunis à la France sous la République et sous le premier Empire, il n'en était aucun dont les régnicoles ne fussent Français au même titre que les Français nés sur le sol de la France ; qu'il en a été ainsi lors du glorieux traité qui vient de rappeler, au sein de la grande famille, des populations qui depuis longtemps en étaient séparées, et de réunir à la France l'une de ses plus anciennes et plus licites conquêtes ;

 
Considérant toutefois que ce principe, dont l'application est facile quand les populations sont homogènes, n'est point tellement absolu que, tout en admettant la nationalité, des exceptions ne puissent être faites quant à certains des droits qui en découlent ; que les exceptions de cette nature sortent de la force des choses quand, loin d'être homogènes, les deux populations diffèrent profondément par la religion, les mœurs, la constitution du mariage, l'organisation de la famille ; que ces exceptions se retrouvent dans les capitulations d'Alger et de Constantine, que les actes de la haute administration du pays comme la jurisprudence de la Cour ont constamment reconnues applicables à toutes les parties du territoire de la colonie ;

 
Considérant qu'en stipulant pour les diverses fractions de la population indigène, le maintien de leur religion, de leurs propriétés, de leur commerce, de leur industrie, les hautes parties contractantes ont, par cela même, entendu que tout en devenant Français, les différents membres de cette population ne seraient point admis à la jouissance des droits que confère la qualité de citoyen français ; qu'un grand nombre, en effet, dos droits que confère le statut personnel du musulman ou de l'indigène israélite ne saurait se concilier avec les devoirs imposés aux citoyens français dont il ne saurait secouer le joug sans contrevenir aux principes d'ordre public et même aux lois pénales sous la double protection desquels vit la nation française ; qu'il s'agit là du grand principe d'égalité devant la loi que la révolution de 1789 a inscrit en tête de nos institutions et auquel en aucune circonstance, il ne peut être porté atteinte ; que c'est au surplus dans ce sens, que depuis trente ans les capitulations ont été constamment interprétées ; que, si dans toutes les parties du monde où il a eu successivement à porter ses pas, il a suffi à l'indigène musulman ou israélite d'invoquer la qualité de Français pour être à l'instant même protégé par le drapeau de la France, il n'a néanmoins, sauf l'avènement à une vie nouvelle par la naturalisation, jamais été admis à la jouissance des droits de citoyen français ;
```

En effet, s'agissant de la Martinique, de la Guadeloupe, de la Réunion, de la Guyane et de l'île Sainte-Marie, la jurisprudence reconnaissait aux autochtones la qualité de citoyens français parce qu'ils étaient régis par le statut civil français en vertu de la loi du 24 avril 1833.
S'agissant de l'île Sainte-Marie, nul texte n'ayant consacré l'existence d'un statut personnel distinct pour les habitants autochtones, la jurisprudence déclara qu'ils étaient citoyens français. Il en allait de même s'agissant des ressortissants des établissements de Saint-Pierre et Miquelon.
S'agissant des Établissements français de l'Océanie (aujourd'hui, Polynésie française), la jurisprudence considérait que les autochtones des îles faisant partie de l'ancien Royaume de Pomaré étaient citoyens français. Quant aux autochtones des autres archipels composant les Établissements français de l'Océanie, ils n'étaient pas visés par la loi de 1880, bien qu'une partie d'entre eux fût déjà régie, en matière civile, par la loi française. Une ordonnance du 24 mars 1945 reconnut leur qualité de citoyens français et les soumis au statut civil français. Les règles du statut local, qui avaient été maintenues par des textes dans certaines îles, furent abrogées par un décret du 5 avril 1945.
Le principe en vertu duquel la citoyenneté était réservée aux ressortissants de statut civil français ne connaissait que peu de dérogations.
La première concernait les ressortissants des quatre communes de plein exercice du Sénégal — Dakar, Gorée, Rufisque et Saint-Louis — et des Établissements français de l'Inde — les cinq comptoirs de Chandernagor, Pondichéry, Mahé, Yanaon et Karikal. La jurisprudence admettait que les autochtones de ses territoires avaient l'électorat politique. Pour autant, considérant que le droit ainsi reconnu avait un caractère exceptionnel, puisque ne résultant pas de la citoyenneté, elle décidait que ce droit ne pouvait être exercé que sur le territoire même des établissements concernés. S'agissant des ressortissants des communes de plein exercice du Sénégal, une loi du 29 septembre 1916, en les déclarant ainsi que leurs descendants citoyens français, fit disparaître, à leur égard, les restrictions antérieures.
La seconde concernait les certains ressortissants des départements de l'Algérie. L'ordonnance du 7 mars 1944 créa une nouvelle catégorie de personnes, celles des citoyens français à titre personnel. La citoyenneté ainsi reconnue à ces derniers était intransmissible, parce qu'elle était attachée à une certaine qualité appartenant à l'individu. Pour la posséder, il fallait remplir l'une des conditions énumérées par l'ordonnance et qui se rapportaient soit à la capacité, soit à la dignité, soit à la fonction.

## Contexte
Le 22 août 1945, une ordonnance établit que les élections auront lieu dans la France d'outre-mer au double collège, qui comprend:
- d'une part les citoyens français et ceux des « quatre communes » du Sénégal;
- et d'autre part les « indigènes », c’est-à-dire les citoyens de l'empire.

La Constituante hésite alors entre l'assimilation totale, telle que les promoteurs de la Conférence de Brazzaville la souhaitent, et l'association.
Le 25 avril 1946, est votée la loi Lamine Gueye, du nom de ce député sénégalais (Lamine Gueye) de la SFIO, qui dispose que « tous les ressortissants des territoires d'outre-mer ont la qualité de citoyen au même titre que les nationaux français de la métropole ou des départements d'outre-mer ».
Au même moment, le député Félix Houphouët-Boigny fait voter la suppression du travail forcé dans les colonies. Le 27 octobre de la même année, la Constitution de la Quatrième République institue l'Union française.

## Suites

### La constitutionnalisation du principe
La loi no 46-940 du 7 mai 1946 fut partiellement reproduite par l'article 80 de la Constitution du 27 octobre 1946.
Celui-ci disposait : « Tous les ressortissants des territoires d'outre-mer ont la qualité de citoyen, au même titre que les nationaux français de la métropole ou des territoires d'outre-mer. Des lois particulières établiront les conditions dans lesquelles ils exercent leurs droits de citoyens ».
Les « nationaux français » visés à l'article 80 s'entendaient des nationaux français ayant le statut civil français et auxquels la qualité de citoyen français était antérieurement réservée. Les « ressortissants des territoires d'outre-mer » visés à l'article 80 s'entendaient des nationaux français n'ayant pas le statut civil français et auxquels la loi no 46-940 du 7 mai 1946 avait conféré la qualité de citoyens français. L'article 82 de la Constitution ajoutait que : « Les citoyens qui n'ont pas le statut civil français conservent leur statut personnel tant qu'ils n'y ont pas renoncé. — Ce statut ne peut en aucun cas constituer un motif pour refuser ou limiter les droits et libertés attachés à la qualité de citoyen français ».

### Les restrictions
La loi du 5 octobre 1946, relative aux élections à l'Assemblée nationale, ne reconnut la qualité d'électeur qu'aux citoyens de statut civil français, d'une part, et aux citoyens de statut local entrant dans certaines catégories, d'autre part. C'est l'insuffisance de l'organisation de l'état civil qui était invoqué pour justifier ces restrictions.

### Vers l'universalité du suffrage et l'unicité du collège électoral
Des lois ultérieures élargirent la composition des collèges électoraux en y introduisant de nouvelles catégories de personnes de statut local.
Tel fut notamment le cas de la loi no 51-586 du 23 mai 1951, relative à l'élection des députés à l'Assemblée nationale dans les territoires relevant du ministère de  la France d'outre-mer : son article 3 conféra l'électorat aux « citoyens des deux sexes, de statut personnel, âgés de vingt et un ans au moins [et] entrant dans l'une des [trois nouvelles] catégories suivantes : — Chefs de famille ou de ménage qui, au 1er janvier de l'année en cours, répondaient pour eux ou pour les membres de leur famille, de l'impôt dit du minimum fiscal ou de tout impôt similaire ; — Mères de deux enfants vivants ou morts pour la France ; — Titulaires d'une pension civile ou militaire ».
Tel fut aussi le cas de la loi no 52-130 du 6 février 1952, relative à la formation des assemblées de groupe et des assemblées locales d'Afrique occidentale française et du Togo, d'Afrique équatoriale française et du Cameroun et de Madagascar : son article 4 modifia l'article 3 de la loi précitée du 23 mai 1951 afin de conférer l'électorat à tous les « citoyens des deux sexes, de statut personnel, âgés de vingt et un ans au moins » ayant la qualité de « chefs de ménage ».
L'universalité du suffrage et l'unicité du collège électoral ne furent établis que par la loi no 56-619 du 23 juin 1956, autorisant le Gouvernement à mettre en œuvre les réformes et à prendre les mesures propres à assurer l'évolution des territoires relevant du ministère de la France d'outre-mer. Son article 10 conféra l'électorat à l'universalité des « citoyens des deux sexes, quel que soit leur statut, âgés de vingt et un ans accomplis, régulièrement inscrits sur les listes électorales et n'étant dans aucun cas d'incapacité prévu par la loi ». Son article 12 établit, quant à lui, le collège unique.
En Algérie, l'universalité du suffrage ne fut établie que par le décret no 58-568 du 3 juillet 1958, homologuant la décision du 27 juin précédent, relative aux conditions d'exercice du droit de vote des femmes de statut musulman en Algérie. Celle-ci prévoyait que les femmes de statut civil local exerceront le droit de vote et seront inscrites sur les listes électorales dans les mêmes conditions que les autres citoyens français. Quant à l'unicité du collège électoral, elle ne fut établie que par le décret  no 58-569 du 3 juillet 1958, relatif à l'établissement et à la révision des listes électorales en Algérie : son article 1er prévoyait l'établissement, « dans chaque commune d'Algérie, [d'] une liste électorale unique sur laquelle [seraient] inscrits d'office tous les citoyens et citoyennes [français], sans distinction de statut, domiciliés ou résidant dans la commune [à considérer] et remplissant [au 29 juillet 1958] les conditions exigées par la législation électorale en vigueur ».
Depuis, le droit de vote appartient à tous les citoyens des deux sexes, quel que soit leur statut, remplissant les conditions légales ordinaires. La règle s'appliqua aux élections à l'Assemblée nationale, aux assemblées territoriales et provinciales, aux conseils de circonscription et aux assemblées municipales.

## Commentaires de contemporains
- « (...) quand la proportion des indigènes-citoyens augmente : si l'on n'augmente pas leur représentation, il y a disparité de traitement du corps électoral, ce qui blesse l'équité politique; si l'on augmente leur représentation à due concurrence, des citoyens de fraîche date peuvent devenir l'arbitre entre les partis dans la Métropole, déplacer la majorité et bientôt peut-être la constituer à eux seuls. À la limite, le code civil des Français est voté par une majorité de polygames et, pour noircir le tableau, le code pénal, par des fils d'anthropophages. Avant que cette limite soit atteinte, il faut trouver autre chose. »[12]
- « Édouard Herriot, constatant que les députés d'outre-mer (2e collège, autochtones) jouaient souvent le rôle d'arbitre à l'intérieur de l'Assemblée nationale, exprimait publiquement la crainte que la France ne fût "colonisée par ses colonies". » [13]
- « Le cynisme d'un Aragon lui (Camus) répugne, comme d'ailleurs celui de de Gaulle redoutant devant lui qu'une extension du vote en Algérie n'amène cinquante bougnoules à la Chambre »[14].
- « bien peu étaient prêts à admettre à l'Assemblée nationale 300 députés noirs et arabo-berbères » [15]